# Breed
Pour le jeu vidéo, voir Breed (jeu vidéo).
Pistes de Nevermind
Come as You Are
(3) Lithium
(5)
Breed est la quatrième piste de l'album Nevermind du groupe Nirvana.
Kurt Cobain hurle sa rage sur cette chanson punk rock au tempo très rapide. La genèse de ce texte remonte à un médicament : son titre était à l'origine « Immodium » et elle fut composée durant la première tournée européenne de Nirvana, alors qu'ils voyageaient en compagnie du groupe Tad. Immodium fut l'un des huit morceaux enregistrés par Butch Vig pour la démo des studios Smart d'avril 1990. 
Le sens des paroles de la chanson est difficile à comprendre car le narrateur y livre des pensées contradictoires, affirmant qu'il ne veut pas se reproduire, veut planter une maison et construire un arbre et répétant plusieurs fois qu'il s'en fout. C'est une chanson très anticonformiste dans la tradition punk.

## Reprises
- Le groupe Ed Gein a fait une reprise du morceau sur leur album Judas Goats & Dieseleaters sorti en 2005 ;
- Le groupe de metal Dog Fashion Disco a également fait une reprise, sortie sur l'album The City Is Alive Tonight... Live in Baltimore
- le groupe Feeder a fait plusieurs reprises de cette chanson au cours de concerts[3], mais pas de version enregistrée sur CD
- le groupe de metal Otep a fait des reprises de ce morceau au cours de concerts ; une reprise apparait sur leur album The Ascension, un clip a également été tourné [4];
- le groupe Bromheads Jacket a également fait une reprise lors d'un concert au Paradiso le 25 novembre 2006 ;
- Steve Earle a fait une reprise qui apparait sur son album Side Tracks; Earle explique le choix de reprendre ce morceau par l'admiration qu'il porte à Nirvana ("Il [Kurt Cobain] avait un vrai groupe de rock, avec de vraies chansons")  [5] ;
- Seether fait parfois des reprises de ce morceau au cours de ses concerts ;
- le groupe Total Chaos a fait une reprise du morceau sur l'album Smells Like Bleach: A Punk Tribute to Nirvana ;
- Puddle of Mudd a fait une reprise lors de leur tournée de 2007 [6].
- Titus Andronicus (groupe) a fait une reprise pour l'album Newermind